# Azaz
Azaz (en árabe: أعزاز‎ / ALA-LC: A‘azāz, en kurdo: Ezaz) es una pequeña ciudad de Siria. Se encuentra en la Gobernación de Alepo, 30 kilómetros al norte-noroeste de Alepo. Según la Oficina Central de Estadísticas, Azaz tenía una población de 31.623 habitantes en el censo de 2004.
Es notable por su proximidad a la frontera con Turquía, e históricamente importante por ser el lugar donde se produjo la batalla de Azaz entre los Estados Cruzados y los turcos selyúcidas, el 11 de junio de 1125.

## Historia
Azaz fue el escenario de una humillante derrota por parte del Emperador bizantino Romano III en agosto de 1030, pero fue capturada poco después por los bizantinos bajo Nicetas de Mistheia.

### Batalla de 1125
El 11 de junio de 1125 (o 13 de junio), las fuerzas de los Estados Cruzados comandadas por el Rey Balduino II de Jerusalén derrotaron al ejército de  Aq-Sunqur il-Bursuqi de turcos selyúcidas y levantaron el asedio del pueblo.
Joscelino I de Edesa había capturado la ciudad al atabeg de Alepo en 1118. En el año siguiente, los Cruzados bajo Roger de Salerno sufrieron una gran derrota en la batalla de Ager sanguinis, y el Rey Balduino II de Jerusalén fue capturado mientras patrullaba en Edesa, en 1123. 
En 1124 Balduino II fue liberado y casi inmediatamente asedió Alepo, el 8 de octubre de 1124. Esto llamó la atención de il-Bursuqi, el atabeg selyúcida de Mosul. Il-Bursuqi marchó hacia el sur para aliviar la presión sobre Alepo, que en enero de 1125 estaba al borde de la rendición, tas un asedio de tres meses. A pesar de que la ciudad era "el mayor tesoro que la guerra podía ofrecer", Balduino se retiró con cautela sin luchar. 
Más tarde, il-Bursuqi asedió el pueblo de Azaz, al norte de Alepo, en territorio del Condado de Edesa. Balduino II, Joscelino I y Ponce de Trípoli, con una fuerza de 1100 caballeros de sus respectivos territorios (incluyendo caballeros de Antioquía, donde Balduino era regente), así como otros 2000 soldados a pie, se encontraron con il-Bursuqi a las afueras de Azaz, donde el atabeg selyúcida había reunido una fuerza mucho mayor. Baldwin fingió retirarse, alejando por tanto a los selyúcidas de Azaz al campo abierto, donde fueron rodeados. Tras una larga y sangrienta batalla, los selyúcidas fueron derrotados y su campamento capturado por Balduino, quien tomó botín suficiente para pagar el rescate de los prisioneros tomados por los selyúcidas (incluyendo al futuro Joscelino II de Edesa). 
Aparte de aliviar Azaz, esta victoria permitió a los Cruzados recuperar gran parte de la influencia perdida tras su derrota en Ager Sanguinis en 1119. Balduino planeó atacar Alepo también, pero Antioquía, que pasó a manos de Bohemundo II tras alcanzar la mayoría de edad en 1126, empezó a luchar contra Edesa, y el plan se desestimó. Alepo y Mosul se unieron en 1128 bajo Zengi, un gobernante mucho más fuerte, y el control cruzado del norte de Siria comenzó a disminuir.

### Guerra Civil Siria
Azaz es una ruta de salida y entrada con Turquía. El 19 de julio de 2012, durante la Guerra Civil Siria el Ejército Libre Sirio, los rebeldes contrarios al gobierno, expulsaron al Ejército Sirio de la ciudad de Azaz y la capturaron completamente. El ELS capturó también el paso fronterizo asociado de Bab al-Salam. Samir Haj Omar, un economista que ahora lideraba el concilio político local de 30 miembros, dijo que las autoridades turcas estaban más dispuestas a tratar con él y otros líderes rebeldes ahora que eran los gobernantes de facto. 
A principios de agosto de 2012, los primeros cargamentos de arroz, harina y gasolina llegaron a la zona controlada por rebeldes del norte de Siria. Al principio del conflicto, los suministros eran transportados a través de la frontera turca a caballo o a pie, por contrabandistas que atravesaban caminos llenos de barro mientras esquivaban a la guardia fronteriza turca y siria. El 15 de agosto, al menos 80 personas murieron en Azaz, incluyendo militantes armados, como resultado del bombardeo aéreo llevado a cabo por la Fuerza Aérea Siria, según los activistas de la oposición y los doctores locales. El 29 de octubre de 2012, France 24 informó que había un campo de refugiados entre Azaz y la frontera turca.[cita requerida]
El 18 de septiembre de 2013 el Estado Islámico de Irak y el Levante capturó el pueblo, apostando francotiradores en los tejados, colocando puntos de control e imponiendo un toque de queda en la población local. El 28 de febrero de 2014, el ELS y el Frente al-Nusra retomaron el control del pueblo y las villas cercanas.
Actualmente Azaz se encuentra bajo control de las fuerzas armadas de Turquía.